# Городницкий сельский совет (Гусятинский район)
Городницкий сельский совет (укр. Городницька сільська рада) — входит в состав
Гусятинского района
Тернопольской области
Украины.
Административный центр сельского совета находится в 
с. Городница.

## История
- 1318 — дата образования.

## Населённые пункты совета
- с. Городница